# Lycaste
A Lycaste az egyszikűek (Liliopsida) osztályának spárgavirágúak (Asparagales) rendjébe, ezen belül a kosborfélék (Orchidaceae) családjába tartozó nemzetség.

## Előfordulásuk
A Lycaste-fajok Dél-Amerika középső részétől északra, Közép-Amerikán keresztül egészen az Amerikai Egyesült Államok legdélebbi részéig fordulnak elő.

## Rendszerezés
A nemzetségbe az alábbi 36 faj és 11 hibrid tartozik:
- Lycaste angelae Oakeley
- Lycaste annakamilae Archila, Szlach. & Chiron
- Lycaste aromatica (Graham) Lindl.
- Lycaste bermudezii (Archila) J.M.H.Shaw
- Lycaste bradeorum Schltr.
- Lycaste brevispatha (Klotzsch) Lindl. & Paxton
- Lycaste bruncana Bogarín
- Lycaste campbellii C.Schweinf.
- Lycaste chaconii (Archila) J.M.H.Shaw
- Lycaste cochleata Lindl.
- Lycaste consobrina Rchb.f.
- Lycaste crinita Lindl.
- Lycaste cruenta (Lindl.) Lindl.
- Lycaste deppei (G.Lodd. ex Lindl.) Lindl.
- Lycaste dowiana Endrés ex Rchb.f.
- Lycaste fuscina Oakeley
- Lycaste guatemalensis Archila
- Lycaste lasioglossa Rchb.f.
- Lycaste leucantha (Klotzsch) Lindl.
- Lycaste luminosa Oakeley
- Lycaste macrobulbon (Hook.) Lindl.
- Lycaste macrophylla (Poepp. & Endl.) Lindl. - típusfaj
- Lycaste measuresiana (B.S.Williams) Oakeley
- Lycaste occulta Oakeley
- Lycaste panamanensis (Fowlie) Archila
- Lycaste powellii Schltr.
- Lycaste puntarenasensis (Fowlie) Archila
- Lycaste schilleriana Rchb.f.
- Lycaste sebastianii Archila
- Lycaste suaveolens Summerh.
- Lycaste tricolor Rchb.f.
- Lycaste virginalis (Scheidw.) Linden
- Lycaste viridescens (Oakeley) Oakeley
- Lycaste zacapensis Archila
- Lycaste xanthocheila (Fowlie) Archila
- Lycaste xytriophora Linden & Rchb.f.

- Lycaste × cobani Oakeley
- Lycaste × daniloi Oakeley
- Lycaste × donadrianii Tinschert ex Oakeley
- Lycaste × groganii E.Cooper
- Lycaste × imschootiana L.Linden & Cogn.
- Lycaste × lucianiana Van Imschoot & Cogn.
- Lycaste × michelii Oakeley
- Lycaste × niesseniae Oakeley
- Lycaste × panchita Tinschert ex Oakeley
- Lycaste × sandrae Oakeley
- Lycaste × smeeana Rchb.f.